# Lindsaea portoricensis
Lindsaea portoricensis är en ormbunkeart som beskrevs av Nicaise Augustin Desvaux. Lindsaea portoricensis ingår i släktet Lindsaea och familjen Lindsaeaceae. Inga underarter finns listade.